# Krusty, le retour
Ne doit pas être confondu avec Krusty « le retour ».
Krusty, le retour (France) ou Krusty perd son émission (Québec) (Krusty Gets Kancelled) est le 22e épisode de la saison 4 de la série télévisée d'animation Les Simpson.

## Synopsis
Une chose s'appelant Gabbo s'empare de tous les médias, tout le monde parle de ça. Pourtant, tout le monde ignore ce que c'est jusqu'à ce qu'on découvre que Gabbo est une marionnette animée par un ventriloque. Cette émission est diffusée à la même heure que celle de Krusty et s'annonce comme son concurrent principal. Les chiffres d'audience de Gabbo écrasent littéralement ceux de Krusty. Le clown ne peut rien faire, si ce n'est de reconnaître que son émission ne fonctionne plus et de la supprimer. Pour vivre, Krusty doit se trouver un autre travail mais c'est loin d'être évident quand on a fait le clown toute sa vie...